# Феофан (Бистров)
Архієпи́скоп Феофа́н (у миру Васи́ль Дми́трович Бистро́в; 31 грудня 1872 (12 січня 1873), село Подмошьє, Санкт-Петербурзька губернія — 19 лютого 1940, Лімре, Ендр і Луара, Франція) — єпископ Російської православної церкви закордоном; відомий як архієпископ Полтавський та Переяславський (1913—1919).
У 1900-х перебував на посадах інспектора, потім ректора Санкт-Петербурзької духовної академії, був неофіційним духівником царської родини. Мав репутацію духовного подвижника бездоганного життя. На думку низки сучасників, зокрема М. Д. Жевахова, зіграв вирішальну роль у переїзді Г. Ю. Распутіна до Санкт-Петербургу та здобуванні ним первісної популярності. Пізніше змінив свою думку про Распутіна та почав боротися проти нього.

## Біографія
Народився 31 грудня 1872 року (за старим стилем) у селі Подмошьє Лужського повіту Санкт-Петербурзької губернії (нині Шимського району Новгородської області) у родині Дмитра Миколайовича Бистрова, священика Знаменської церкви села Горки (у прихід даної церкви входило і село Подмошьє), та Марії Іванівни, уродженої Разумовської. Окрім нього у родині було ще четверо дітей.
Бідність родини спонукала батьків досить рано віддати сина у початкове училище при Олександро-Невській лаврі у Санкт-Петербурзі, де за неординарні здібності він був поставлений на казенний рахунок.
Здобувши початкову освіту у духовному училищі, продовжив навчання у Санкт-Петербурзькій духовній семінарії. Тут він також старанним вивченням усіх дисциплін розвивав свої інтелектуальні здібності, завдяки яким переходив з класу в клас, обганяючи своїх однолітків. Його сучасник, митрополит Веніамін (Федченков), так пише про його роки навчання у семінарії: «Під час навчання у семінарії він на перервах діяв по-товариськи, допомагав усім засвоювати уроки. За це товариші подарували йому золотой нагрудний хрест великої величини вершка в 1,5—2 довжини. Я сам бачив його: Бистров, мабуть, цінував цей дар. У семінарії він сумлінно вивчав усі предмети, але цьому не тішився: шкільні заняття не захоплювали його». Закінчив семінарію у 1892 році за першим розрядом, будучи найкращим учнем на курсі, після чого вступає до Санкт-Петербурзької духовної академії.
Неабиякі здібності у поєднанні з ретельністю та старанністю до наук забезпечили йому першість серед однокурсників і у академії. Його життя у стінах академії було пов'язане з іменами професорів В. В. Болотова та О. П. Лопухіна.
У 1896 році закінчив духовну академію зі ступенем кандидата богослов'я. Залишений при академії професорським стипендіатом.
Особисто знав протоієрея Івана Кронштадтського, здійснював з ним богослужіння.
З 1897 року — виконувач посаду доцента академії з кафедри Біблейської історії.
У 1898 році пострижений у чернецтво та висвячений у сан ієромонаха.
У 1901 році возведений у сан архімандрита і призначений виконуючим посаду інспектора Санкт-Петербурзької духовної академії.
У 1905 році захистив магістерську дисертацію «Тетраграма або Старозавітне Божественне ім'я Єгови», після чого був зведений у звання екстраординарного професора та затверджений на посаді інспектора Санкт-Петербурзької духовної академії.
4 лютого 1909 року був призначений ректором Санкт-Петербурзької духовної академії.

### Архієрей

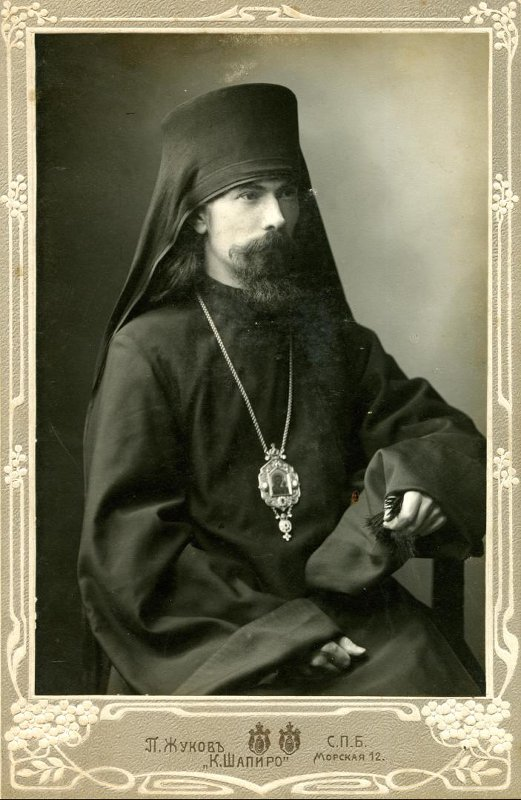
Єпископ Ямбурзький Феофан

22 лютого 1909 року був хиротонізований на єпископа Ямбурзького, вікарія Санкт-Петербурзької єпархії. Хіротонія була здійснена у Свято-Троїцькому соборі Олександро-Невської Лаври митрополитом Санкт-Петербурзьким та Ладозьким Антонієм та іншими ієрархами.
За деякими відомостями, став неофіційним духівником імператорської сім'ї.
Брав участь у роботі заснованої у 1892 році Святійшим Синодом спеціальної Петербурзької комісії з обміну думками зі старокатоликами; зокрема, головував на її засіданні 15 лютого 1910 року.
З 19 листопада 1910 року — єпископ Таврійський та Сімферопольський, одночасно був обраний почесним членом Санкт-Петербурзької духовної академії.
27 лютого 1911 року у Олександро-Невському соборі у Симферополі відслужив літургії з накладанням анафеми, посмертно, Льва Толстого. Описав цю подію К. А. Треньов у повісті «Владика» (1912 р.), де Феофан виступив прототипом архієрея Інокентія.
На початку 1911 року запропонував Святійшому Синоду висловити незадоволення імператриці Олександрі Федорівні у зв'язку з поведінкою Распутіна.
З 25 червня 1912 року — єпископ Астраханський та Єнотаєвський.
З 8 березня 1913 року — єпископ Полтавський та Переяславський.
У 1917—1918 роках у Москві брав участь у роботі помісного собору 1917—1918 років. У 1918 році возведений у сан архієпископа.
У Полтаві пережив великі неприємності при зіткненні з петлюрівцями. Захопивши владу у Києві у свої руки, Петлюра та його прихильники почали вимагати від полтавського архієрея відслужити урочисту панахиду по колишньому гетьману України Івану Мазепі, колишньому улюбленцю російського царя Петра I, до переходу на бік шведського короля Карла XII, за що Російська православна церква наклала на нього анафему. На цю вимогу архієпископ відповів відмовою, за що був поміщений у в'язницю. Звільнений після того, як влада Української народної республіки евакуювалась з Полтави при наступі Добровольчої армії.
У 1920 у зв'язку з наступом Червоної Армії евакуювався до Криму. 22 березня (ст. ст.) 1920 разом з єпископом Веніаміном (Федчєнковим) підтримав обрання Петра Врангеля Головнокомандуючим Збройними силами Півдня Росії.

### Життя в еміграції

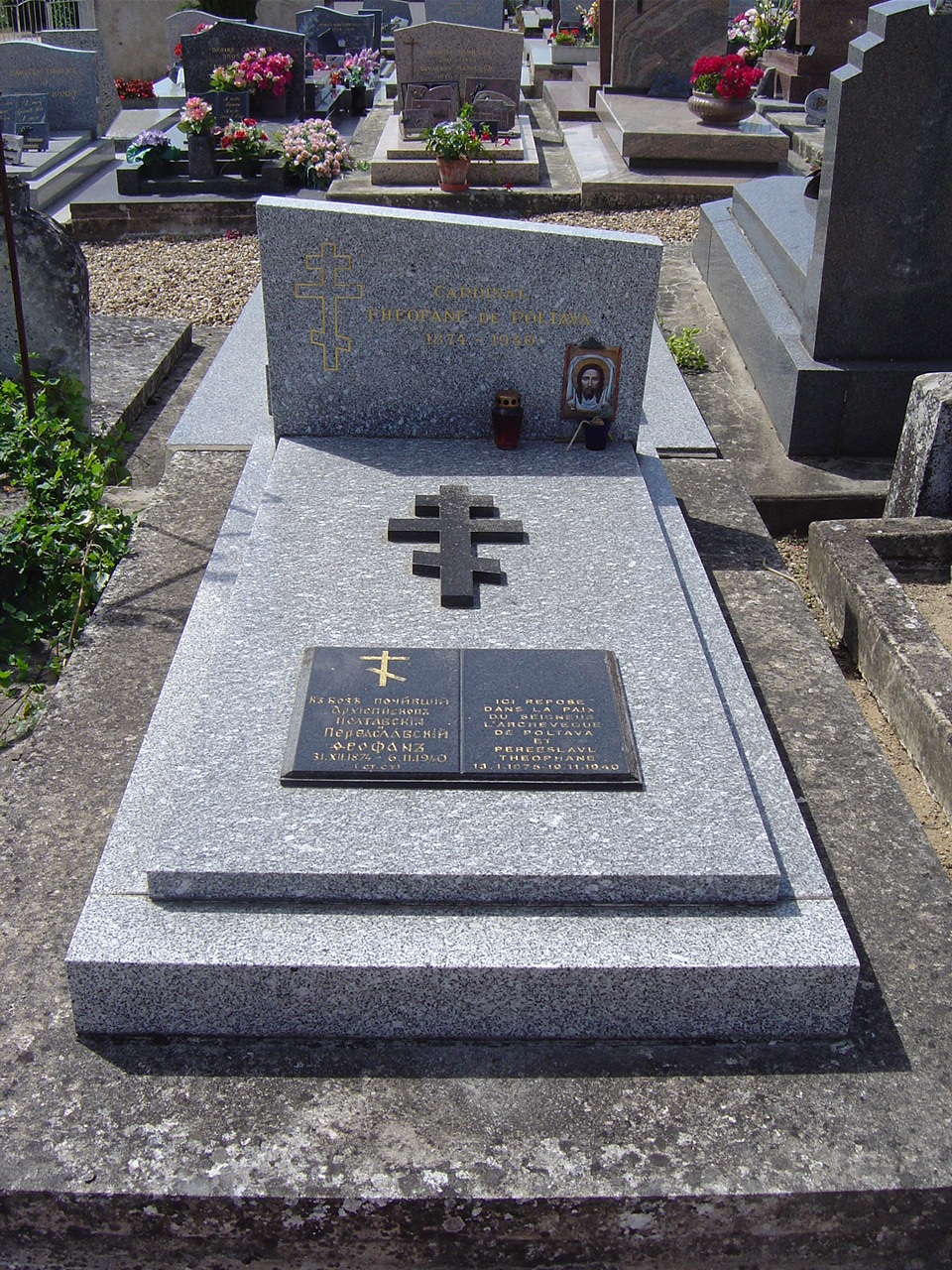
Могила архієпископа Феофана.

У листопаді 1920 емігрував до Константинополя, потім до Сербії. У 1925 переїхав до Болгарії.
Був постійним членом Закордонного Синоду до 1931 року.
У 1931 переїхав до Франції, де жив життям затворника у печері, відомій як печера Трьох Лисиць, у містечку Лимре (Limeray), що у долині Луари.
Помер 6 (19) лютого 1940 року; похований на громадському цвинтарі (під номером 432) на околиці Лімре. На його поховання не приїхав жоден відомий єписком, а митрополит Євлогій (Георгіївський) надіслав телеграму, у якій наказав ховати архієпископа як простого ченця. Але поховали його все ж у архієрейскому облаченні. Надгробок було зроблено із сірого мармуру.
30 червня — 1 липня 2016 року Архієрейський Синод РПЦЗ, ознайомившись зі змістом листа Керівника Управління Московської Патріархії із закордонних устаннов єпископа Богородського Антонія (Севрюка) про перенесення останків архієпископа Феофана з громадського цвинтаря на околиці Лімре (Франція) до Санкт-Петербургу, ухвалив відповісти, що його члени не заперечують проти цього наміру далеких родичів та шанувальників покійного.

## Праці
- Тетраграма або Старозавітне Божественне ім'я Єгови. Магістерська дисертація.
- Святитель Феофан Полтавський, Новий Затворник. Творіння. СПб.: Т-во свт. Василя Великого, 1997. 766 с. ISBN 5-7984-0007-7.
- О благодаті Божій, та Слова